# 金英哉
金 英哉（キム・ヨンジェ、김영재）は日本統治時代の朝鮮の独立運動家、中華民国空軍及び大韓民国空軍の軍人。最終階級は大領（大佐に相当）。中国名は王英哉。別名は金世日、金世一、金鐵雄など。叔父は軍人、政治家の金弘壹。本貫は金海金氏。

## 経歴
1911年4月、平安北道龍川郡で金弘翊の息子として生まれる。
1931年に日本の航空学校を卒業した後、上海へ亡命。金晳らと共に上海韓人青年党を組織。上海天長節爆弾事件で使われた爆弾の製造に関わった。のちに義烈団に加入。
1933年4月、朝鮮革命幹部学校第1期卒業。1934年4月まで同学校の第2期教官を務める。
1935年に中国の航空学校で教育を受け、中国空軍に入隊。蔣介石私有飛行機の機械整備士や昆明航空大隊の機械師などを務めた。
1937年に上海で金九を仲介人に李シンギルと結婚。
1938年、朝鮮義勇隊に参加。1939年、第3支隊長。1940年から韓国光復軍総司令部に編入され、要人警護と秘書職を担当した。1944年6月、韓国臨時政府宣伝部総務科科員。1945年3月、インドに派遣される予定だったが、その前にビルマの戦いが終了したため中止となった。
1946年、帰国。韓国空軍に入隊。1950年11月、アメリカから買収したC-47輸送機の整備責任者（大尉）。1953年2月15日、第10戦闘飛行団（団長：金英煥大領）第10整備補給戦隊長（中領）。1956年、航空廠長（大領）。1957年9月15日、第40補給廠長。第18戦闘航空団や釜山供給処などで軍需部門の職に就いていた。
予備役編入後の1965年、釜山にて死去。享年54。1990年に建国勲章愛国章を追叙された。

## 親族
- 祖父 金振健(김진건、不明 - 1918年、平安北道龍川郡の富農）
- 父 金弘翊（김홍익、金振健の長男）
- 叔父 金弘壹（김홍일、金振健の三男、独立運動家、国民革命軍中将、韓国陸軍中将、国会議員）
- 妻 李信吉（이신길）
- 長女 金吾和（김오화）
- 次女 金明和（김명화、1940年中国昆明生まれ、釜山の薬師、1976年渡米、長老派教会勧士）
- 三女 金蓉和（김용화）
- 四女 金慶和（김경화）
- 五女 金東和（김동화）
- 六女 金聖和（김성화）
- 七女 金江和（김강화）

## 参考
- “"윤봉길 도시락 폭탄, 우리 작은 할아버지 작품이에요"” (朝鮮語). メディアダウム. (2015年8月15日) 2015年8月24日閲覧。
- “为抗日，韩国军人加入了中国籍” (中国語). 新浪網. (2015年8月14日) 2015年8月24日閲覧。
- “中国地域飛行留学生” (韓国語).   国史編纂委員会. 2015年11月24日閲覧。
- “功勲録” (韓国語).   国立大田顕忠院. 2016年1月7日閲覧。
- 复旦大学韩国研究中心 (2013). 韩国研究论丛 第二十六辑. 社会科学文献出版社. pp. 136